# 弗兰克·谢尔
弗兰克·谢尔（英語：Frank Schell，1884年10月22日—1959年12月5日），美国男子赛艇运动员。他曾代表美国参加1904年夏季奥林匹克运动会赛艇比赛，获得男子八人单桨有舵手金牌。